# Estadio Domingo Burgueño
Das Estadio Domingo Burgueño ist ein Stadion in der uruguayischen Stadt Maldonado. Es wurde im Jahre 1994 erbaut und fasst heute 22.000 Zuschauer und wird zurzeit hauptsächlich als Fußballstadion genutzt.
Der heimische Fußballverein CD Maldonado trägt hier seine Heimspiele aus.
Benannt wurde das Stadion nach dem Politiker und Stadtbeamten Domingo Burgueño Miguel (* um 1921; † 14. Januar 1998).